# Fallschirmjäger (Wehrmacht)

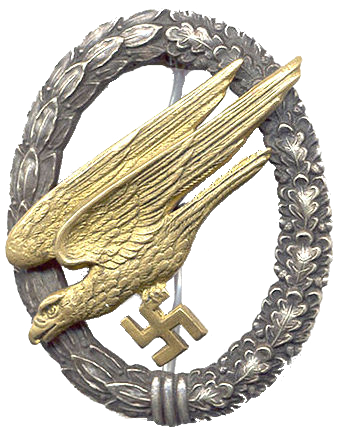
Fallschirmschützenabzeichen der Luftwaffe

Die Fallschirmjäger der Wehrmacht waren eine Waffengattung der deutschen Luftwaffe. Ihre Aufstellung begann 1935/36 aus der Polizeiabteilung z. b. V. Wecke, der Landespolizeigruppe General Göring umbenannt 1935 in Regiment General Göring und Teilen der SA-Standarte „Feldherrnhalle“. Die Fallschirmjäger bezeichneten sich als „des Führers kühnste Elitetruppe“.
Als Aufstellungstag der Fallschirmjägertruppe gilt der 29. Januar 1936, I. Jägerbataillon Regiment General Göring mit 600 Offizieren und Fallschirmjägern unter Oberstleutnant Bruno Bräuer, zusammen mit der 15. Fallschirm-Pionierkompanie auf dem Truppenübungsplatz Döberitz.
Während des Zweiten Weltkrieges 1939–1945 wurde die Fallschirmjägertruppe 1940 beim Unternehmen Weserübung, dem Angriff auf Dänemark und Norwegen und im Westfeldzug in Belgien und Niederlanden, mit der Einnahme von Flugfeldern und Brücken auf Marschstraßen, im Zusammenwirken mit der 22. Infanteriedivision operativ eingesetzt, und 1941 beim Balkanfeldzug in Griechenland sowohl bei der Einnahme der Brücke von Korinth bei einer taktischen Luftlandung, um nachfolgenden Heeresverbänden den weiteren Vormarsch zu ermöglichen, als auch bei der größten Luftlandeoperation beim Unternehmen Merkur auf der Insel Kreta, bei der die gesamte 7. Flieger-Division im Zusammenwirken mit der 5. Gebirgs-Division in der zweiten Luftlandewelle als lufttransportfähige Infanterie zur Verstärkung eingesetzt wurde.

## Aufstellung

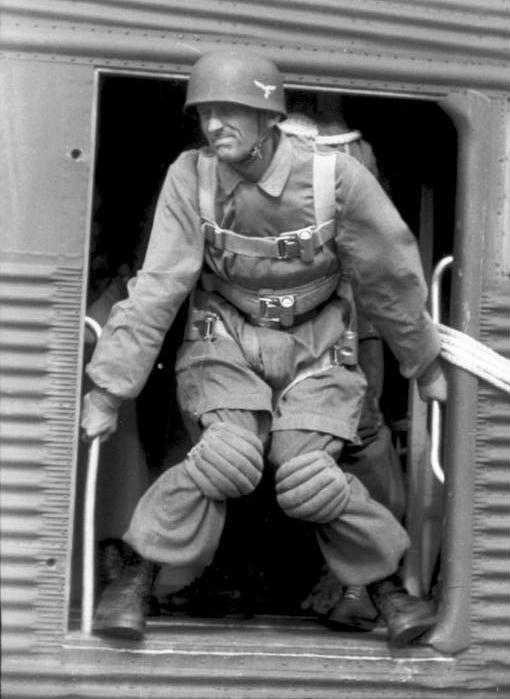
Deutscher Fallschirmjäger vor Absprung aus der Ju 52

Am 29. Januar 1936 begann die Luftwaffe der Wehrmacht die Rekrutierung von Freiwilligen für die Aufstellung der deutschen Luftlandetruppe. Die Fallschirm-Schule 1 wurde auf dem Fliegerhorst Stendal-Borstel aufgestellt. Auf dem Flugplatz Wittstock an der Dosse wurde 1938/39 die Fallschirm-Schule 2 aufgestellt, ab 1941 auch Standort für das Fallschirm-Ersatz-Bataillon 3 und ab 1941 für das Fallschirm-Ergänzungs-Bataillon 4.
Die Fallschirmjägerausbildung wurde bis 1944 durchgeführt. Bekannte Absolventen waren der Boxer Max Schmeling und der Schauspieler Joachim Fuchsberger. Ab November 1936 wurde diesen Soldaten der Luftwaffe nach der Sprungausbildung und erfolgreichem Abschluss des Fallschirmschützenlehrgangs das Fallschirmschützenabzeichen der Luftwaffe verliehen.
Gleichzeitig stellte das Heer ein eigenes Fallschirm-Jägerbataillon auf, deren Soldaten, die den Fallschirmspringerlehrgang absolviert hatten, ab September 1937 das Fallschirmschützenabzeichen des Heeres verliehen wurde. Dieses Bataillon wurde später als weiteres Bataillon in die Luftwaffe zur Aufstellung des Fallschirmjäger-Regiments 1 übernommen. Mit der Aufstellung des Fallschirmjäger-Regiments 2 wurden beide Fallschirm-Jägerregimenter unter dem Kommando von Generalmajor Kurt Student zur 7. Flieger-Division zusammengefasst, die der Luftwaffe unterstand. Nach dem Westfeldzug wurden das Fallschirmjäger-Regiment 3 und das Luftsturm-Regiment aufgestellt. Der wesentliche Unterschied zu Fallschirmverbänden anderer Nationen bestand darin, dass Generalmajor Student die Truppe nicht taktisch, sondern operativ einsetzen wollte.
Ergänzt wurden die Fallschirmtruppen durch die 22. Infanterie-(Luftlande)-Division des Heeres, die über leichte, luftverlastbare Ausrüstung für eine Luftverlegung mit dem begrenzten Transportraum einer Ju-52 verfügte. In dieser Funktion wurden die Fallschirmjäger schon beim Unternehmen Weserübung und der nachfolgenden Schlacht um Narvik durch Gebirgsjäger der 3. Gebirgs-Division ergänzt, auch im Fallschirmsprung. Ab 1944 wurde die 22. (Luftlande-)Infanterie-Division von der 91. Infanterie-Division abgelöst. Ein Einsatz erfolgte jedoch nach Rotterdam für keine der beiden Infanterie-Divisionen mit diesem Auftrag. Auf Kreta wurden die Fallschirmjäger durch Gebirgsjäger der 5. Gebirgs-Division verstärkt.
In der Fallschirmjägertruppe wurde schon früh Judo als waffenloser Nahkampf gelehrt.

## Ausrüstung

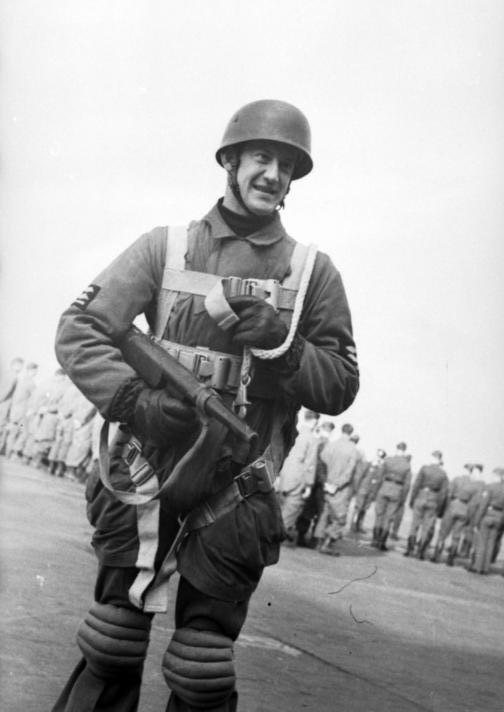
Fallschirmjäger mit RZ20 und voller Sprungausrüstung mit Knieschützern

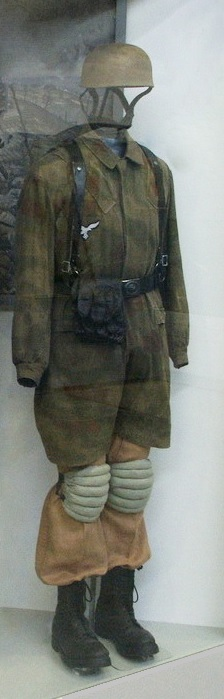
Sprunganzug mit Sumpfmuster-Tarnjacke im Bundeswehrmuseum Dresden (Dauerausstellung 2005)

Markanter Teil der Ausrüstung war der Fallschirmjägerhelm M38, da der Standardhelm M35 der Wehrmacht wegen seiner Form und des Innenhelms für den Fallschirmsprung ungeeignet war und an seinem weit abstehenden Rand Fangleinen oder die Aufziehleine leicht hängen bleiben konnten. Der mit Moosgummi stark gepolsterte und durch querverlaufende Nackenriemen stabil am Kopf sitzende Fallschirmjägerhelm hatte einen eng anliegenden Rand und führte bei der Fallschirmöffnung und Landefall nicht zu den Nacken stark belastenden ruckartigen Bewegungen. Fallschirmjägerhelme anderer Nationen orientierten sich an seiner Form.
Ausgestattet wurden die Fallschirmjäger mit den amtlich als Fallschirmschützen-Bluse bezeichneten „Knochensack“, der über der Oberbekleidung und Ausrüstung getragen wurde, damit sich die Fangleinen beim Fallschirmsprung nicht in der Uniform verfangen konnten. Als Uniformhose wurde die M38 Fallschirmspringer-Wollhose ausgegeben, in die Knieschützer durch zwei seitliche Taschen in Knieverstärkungen eingeschoben werden konnten. Als Stiefel dienten stabile Springerstiefel, anfangs mit Gummisohlen, deren Schnürung sich anfangs noch an der Außenseite befand und bei späteren Versionen vorne war. Zur Vermeidung von Verletzungen beim Landefall dienten gepolsterte Knie- und Ellenbogenschützer sowie Fallschirmjäger-Handschuhe mit langen Stulpen.
Als „Sprungfallschirm für Fallschirmtruppen“ wie die Fallschirme offiziell benannt waren, wurden die speziell für den automatischen Reihensprung aus niedrigen Höhen entwickelten Schirme der RZ-Reihe für Rückenfallschirm Zwangsauslösung genutzt, die aus Seide bestanden. Waren diese ursprünglich noch bis 1941 weiß, wurden im weiteren Verlauf des Krieges tarnfarbige Rundkappenfallschirme eingeführt und das Gurtzeug von einer zentralen Rückenaufhängung beim RZ 1, die nur einen rollenden Landefall vorwärts erlaubte, zu einer Befestigung an Schultergurten geändert, die einen Landefall in Windrichtung zu allen Seiten möglich machte. Der letzte eingeführte Truppenfallschirm war der Kohnke-Dreieckschirm RZ 36, der bei geringem Sinken einen weichen Landefall auch bei stärkerem Wind erlaubte. Die Kappen aller Fallschirme bestanden aus Seide. Die Fallschirme hatte eine äußere Verpackungshülle, aber keinen Packschlauch als innere Verpackung. Die Fangleinen wurden oben in die äußere Verpackung in Schlägen eingelegt - Fallschirmpackgummis oder Packschlaufen für die Fangleinen kannte man noch nicht. Auch  die Aufziehleine wurde nur außen in Schlägen befestigt.
Als Blankwaffe diente den Fallschirmjägern das Fallmesser, auch als Sicherheitsmesser beim Fallschirmsprung, falls der Springer beim Hechtabsprung mit den Füßen in der Aufziehleine oder den Fangleinen hängen blieb.
Als Bewaffnung wurden beim Sprungeinsatz ursprünglich nur Handgranaten und Pistolen mitgeführt, und daher alle Soldaten damit ausgestattet. Die weitere Bewaffnung, Ausrüstung, Munition und Versorgungsgüter wurden mit Abwurfbehältern an Lasten-Fallschirmen abgeworfen. Erst nach Kreta und den dort entstandenen hohen Verlusten, auch durch abseits landende Waffenabwurfbehälter, wurde mit Maschinenpistole am Mann gesprungen. Der Anteil an Maschinenpistolen war daher höher als bei der Infanterie. Speziell für die Fallschirmjägertruppe wurde in Folge das Fallschirmjägergewehr 42 entwickelt – eine Kombination aus leichtem Maschinengewehr und Präzisionsgewehr.
Um der Fallschirmjägertruppe nach einer Luftlandeoperation größere Feuerkraft zu geben, wurden Artillerie-, Panzerabwehr- und Maschinenkanonen zur Luftabwehr eingeführt. Zum Einsatz kamen in verschiedenen Ausführungen die 3,7-cm-PaK 36 und die 2-cm-Flak 38, später ersetzt durch die 2-cm-Gebirgs-Flak 38. Um auch die 2,8-cm-schwere Panzerbüchse 41 für die Fallschirmjäger nutzbar zu machen, setzte man die Waffe auf die leichte Feldlafette 41. Das Gewicht reduzierte sich um die Hälfte.
Ihrer Konstruktion wegen erwiesen sich von Anfang an Granatwerfer als zweckmäßig. Von den in verschiedenen Kalibern eingesetzten Modellen wurde beim 8-cm-Granatwerfer 42 das Rohr verkürzt, damit er in die Abwurfbehälter passte. Prädestiniert war das zerlegbare 7,5-cm-Gebirgsgeschütz 36, dessen Konstruktion von jeher auf geringes Gewicht hin optimiert war.
Die für den Lufttransport speziell entwickelten Leichtgeschütze in den Kalibern 7,5 cm und 10,5 cm kamen ab 1940 zur Truppe. Erste damit ausgerüstete Einheit war die Geschütz-Batterie 7 / 2. Batterie/Fallschirm-Artillerie-Abteilung. Durch die rückstoßarme Konstruktion und der Verwendung von Aluminium war das 7,5 cm Leichtgeschütz 40 nur 175 kg schwer, und konnte in mehrere Teile zerlegt werden. Die Einzellasten konnten entweder am Fallschirm abgeworfen oder das vollständige Geschütz mit einem Lastensegler angelandet werden. Letzteres wurde ab 1942 durch das 10,5-cm-Leichtgeschütz 42 abgelöst. Beide Geschütze entwickelten aber durch das Geschützprinzip beim Schuss eine starke Rauchwolke und konnten somit schnell aufgeklärt werden.
Als Zugmittel für alle schweren Infanteriewaffen wurden Wehrmachtsgespanne oder das Kettenkrad eingesetzt, die entweder mit Fallschirmen abgeworfen oder mit Lastenseglern DFS 230 sowie Ju-52-Transportflugzeugen eingeflogen wurden. Als Transportmittel für schwere Infanteriewaffen, Ausrüstung und Munition nach Fallschirmsprung, aber auch auf dem Gefechtsfeld, wurden Infanteriekarren (If. 8) im Handzug von der Truppe eingesetzt.
Als Aufstellungen der Luftwaffe waren die Fallschirmjägerregimenter und ihre Divisionstruppen mit LKW vollmotorisiert und verfügten über Wehrmachts-LKW Opel Blitz 3,6 (Wehrmacht) oder anderer Hersteller.
Ab 1942 erfolgte der Einsatz der Messerschmitt Me 323 für den Lufttransport von schweren Waffen und leichten Panzerfahrzeugen. Dieses erste Schwerlasttransportflugzeug ging aus dem Lastensegler Messerschmitt Me 321 hervor. Als weitere Transportmaschine kamen die Heinkel He 111, die auch als Transportflugzeug zum Fallschirmsprung verwendet wurde, und die Arado Ar 232 hinzu. Jedoch kam es nur noch zu einzelnen Luftlandoperationen.
Später im Krieg, als die Fallschirmjäger lediglich als Infanterie eingesetzt wurden, erhielten die Artillerieregimenter sowie die Panzerjäger- und Flakabteilungen zunehmend Geschütze, wie sie auch andere Heeresverbände in ihrem Bestand hatten und nicht für Luftlandungen geeignet waren. Diese Einheiten und Verbände waren dann nur noch nominell Fallschirmjägerverbände und nicht mehr vollständig zum Sprungeinsatz ausgebildet. Zur Neuaufstellung wurden den neuen Divisionen einzelne Fallschirm-Jägerregimenter aus aufgestellten Großverbänden unterstellt und diese in den „alten“ Divisionen durch Neuaufstellungen ersetzt, so das Fallschirm-Jägerregiment 2 das von der 1. Fallschirm-Jägerdivision der neuaufgestellten 2. Fallschirm-Jägerdivision unterstellt wurde, und das mit den Neuaufstellungen Fallschirm-Jägerregiment 6 und 7 ergänzt wurde. Gleiches geschah bei der Neuaufstellung der weiteren Fallschirm-Jägerdivisionen.

### Gliederung
Entsprechend der Grundgliederung der Wehrmacht war eine Fallschirmjäger-Division in drei Fallschirmjägerregimenter zu je drei Bataillone mit Bataillonsstab mit drei Fallschirmjägerkompanien sowie einer MG-Kompanie mit sMG und Granatwerfern gegliedert. Das Regiment verfügt jeweils über eine 13. und 14. Schwerwaffenkompanie mit Leichtgeschützen und Pak, die den Bataillonen in Teileinheiten unterstellt wurden. Zur Unterstützung der Regimenter verfügte die Division über Kampfunterstützungs-, Führungs- und Logistikabteilungen in Bataillonsstärke, die kompanieweise auf die Regimenter aufgeteilt wurden. Durch die Logistikteile wurde der Nachschub vorgebracht, und nicht wie heute geholt. Zur grundsätzlichen Gliederung eines Regiments und der übergeordneten Division siehe Gliederung einer Infanterie-Division der Wehrmacht.
- Regimentsstab mit Regimentskommandeur, Adjutant, Ordonnanzoffizier, Nachrichtenoffizier, Hauptmann beim Stab
  - Stabszug
  - Nachrichtenzug
  - Musikgruppe (Hornisten)
- 3 Bataillone mit je 3 Infanterie-Kompanien und einer Maschinengewehr-Kompanie mit sMG, später Maschinenkanonen und Granatwerfern
- 13. Infanteriegeschütz-Kompanie (Leichtgeschütze)
- 14. Pak-Kompanie
- 15. Fallschirm-Pionierkompanie Rudolf Witzig, statt einem Infanterie-Pionierzug

## Operativer Einsatz
Zum ersten Einsatz dieser Verbände kam es im Zuge der Besetzung des Sudetenlandes, als im Herbst 1938 deutsche Luftlandetruppen bei Freudenthal hinter den tschechoslowakischen Linien landeten.

### Luftlandungen 1940/41

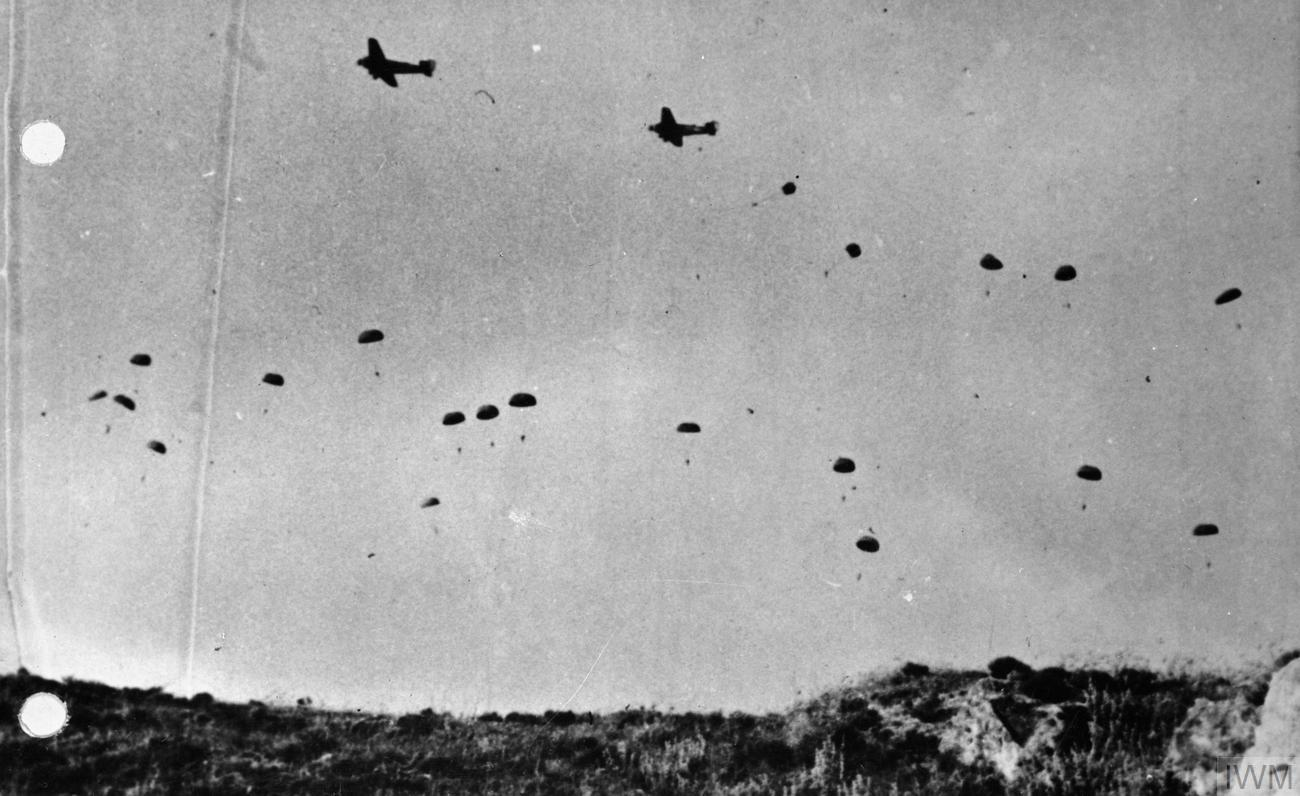
Deutsche Fallschirmjäger bei der Landung auf Kreta 1941

Während des Zweiten Weltkrieges kam es zu zahlreichen Einsätzen von Luftlandetruppen. Die ersten führte die Rote Armee während des Winterkrieges (1939/40) in Finnland und während der Besetzung Bessarabiens durch. Diese Unternehmen scheiterten jedoch unter großen Verlusten, weil die Truppen nur örtlich in kleinen Gruppen abgesetzt wurden.
Eine wesentliche Rolle nahmen deutsche Fallschirmjäger im Sprungeinsatz im April 1940 beim Angriff auf Dänemark und Norwegen ein (Unternehmen Weserübung). Ihre operativen Aufträge waren die Einnahme von Flugplätzen und Verkehrsknotenpunkten, um damit die Anlandung weiterer deutscher Verbände zu ermöglichen.
Um die deutschen Kräfte in der Schlacht um Narvik zu verstärken, wurden freiwillige Gebirgsjäger aus dem Gebirgsjäger-Regiment 138 der 3. Gebirgs-Division im Fallschirmsprung nach Narvik herangeführt.
Im Mai erfolgten die nächsten Einsätze der Luftlandeverbände während des Westfeldzuges. Einsatzziele waren die Einnahme operativ wichtiger Brücken in den Niederlanden sowie das belgische Sperrfort Eben-Emael durch Fallschirm-Pioniere unter Rudolf Witzig. Diesen gelang es mit 82 Mann auf dem großflächigen Dachplateau des Forts zu landen und die Festung einzunehmen. Damit wurden große Teile der belgischen und niederländischen Streitkräfte gebunden. Abgeschnittene Teile der Fallschirmjäger gerieten dabei bei Den Haag in Kriegsgefangenschaft und wurde sofort nach England verbracht.
Während des im folgenden Jahr durchgeführten Unternehmens Marita eroberten deutsche Fallschirmjäger am 26. April 1941 im taktischen Einsatz den Übergang über den Kanal von Korinth, um den folgenden deutschen Truppen einen Übergang über den Kanal zu ermöglichen.
Den Höhepunkt operativer Luftlandeeinsätze der deutschen Luftlandetruppen bildete vom 20. Mai bis zum 1. Juni 1941 die verlustreiche Eroberung der Insel Kreta mit dem (→ Unternehmen Merkur). Letztendlich konnten die Fallschirmjäger unter schwierigen Bedingungen die alliierte Übermacht bezwingen und die Insel erobern. Für das Unternehmen waren die Fallschirmjäger in der 7. Flieger-Division und das Luftlande-Sturmregiment sowie die 5. Gebirgs-Division und die 22. Infanterie-Division mit den Lufttransportkräfte aus I. und II./KG z. b. V. 1; I. und II./KG z. b. V. 172; KGr. z. B.V 60; KGr. z. b. V. 101; KGr. z. b. V. 102; KGr. z. b. V. 40; KGr. z. b. V. 105; KGr. z. b. V. 106; I./LLG 1 im XI. Fliegerkorps unter Student zusammengefasst. Das Unternehmen wurde durch das VIII. Fliegerkorps unterstützt, beide waren dazu der Luftflotte 4 unterstellt. Für die Teilnahme an der Operation wurde das Ärmelband Kreta verliehen.
Im Anschluss an die Kämpfe bzw. bei der Partisanenbekämpfung kam es zu „Sühnemaßnahmen“ gegen die Zivilbevölkerung, so beim Massaker von Kondomari, die mit der Beteiligung griechischer Zivilisten an den Kämpfen begründet wurden. Wie auch bei anderen Verbrechen durch Verbände der Wehrmacht, wurden durch Fallschirmjäger nicht nur männliche Zivilisten getötet, sondern teilweise auch (weibliche) Geiseln aus der Zivilbevölkerung genommen, um sie bei Transporten mitzuführen, in der Hoffnung, so vor Anschlägen von Partisanen sicher zu sein.

### Ende der Luftlandungen

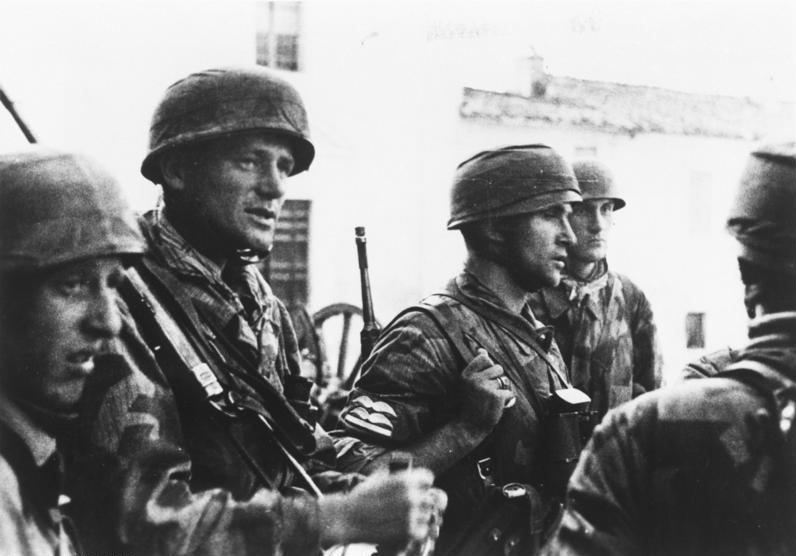
Fallschirmjäger in Italien, Oktober 1943

Nach diesem Einsatz äußerte Hitler am 17. Juli 1941 die Meinung, dass die Zeit der Fallschirmtruppe nun vorüber sei, weil sich ihr Überraschungseffekt verflogen hätte. Die hohen Verluste konnten bis zum Beginn von Fall Barbarossa (Überfall auf die Sowjetunion) nicht kompensiert werden. Auch deshalb kam es nicht zum ursprünglich vorgesehenen Einsatz von Fallschirmjägern an der Ostfront.
In den folgenden Jahren wurden trotzdem weitere Fallschirmjäger-Großverbände wie die 2. Fallschirmjäger-Division, unter dem General der Fallschirmtruppe Hermann-Bernhard Ramcke, zusammen mit italienischen Fallschirmjägern für das für 1942 geplante Unternehmen Herkules zur Einnahme der Insel Malta, im Rahmen des Afrikafeldzugs auf dem Kriegsschauplatz Mittelmeerraum aufgestellt. Das Unternehmen wurde jedoch wegen der vermeintlich allgemein guten Entwicklung auf dem Afrikakriegsschauplatz abgesagt. Die einzelnen Regimenter wurden als reguläre Infanterie und „Feuerwehr“ an Brennpunkten im Osten und in Afrika eingesetzt. Die weiteren im Verlaufe des Zweiten Weltkriegs neu aufgestellten Fallschirmjäger-Divisionen erhielten nicht alle eine Fallschirmsprungausbildung und trugen die Bezeichnung häufig aus Prestigegründen.

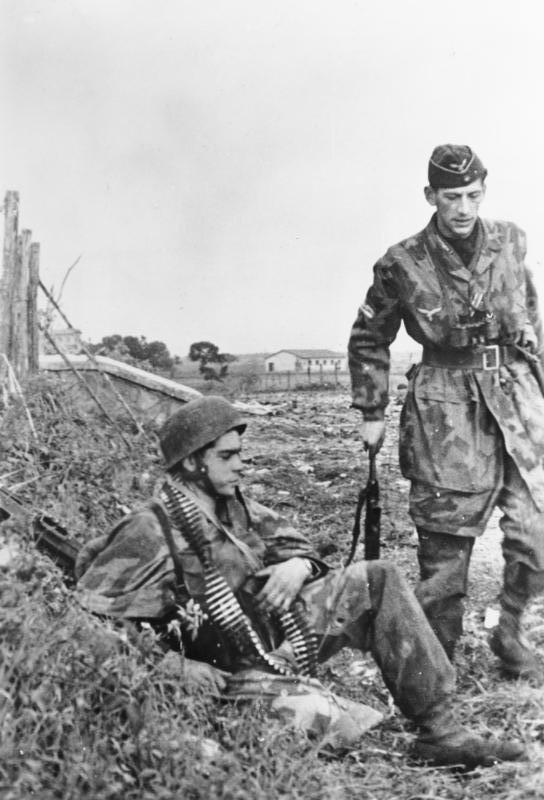
Deutsche Fallschirmjäger während der Schlacht von Anzio Januar 1944

Im weiteren Verlauf des Zweiten Weltkrieges wurden Fallschirmjäger der 2. Fallschirmjäger-Division während der alliierten Operation Husky im Juli 1943 zur Verstärkung der deutschen Kräfte auf Sizilien im Fallschirmsprung abgesetzt, davon ein Bataillon nahe der Stadt Catania, wobei es zu Kämpfen mit britischen Fallschirmjägern kam.
Beim Unternehmen Fall Achse zur Besetzung des italienischen Oberkommandos im September 1943 wurden Fallschirmjäger der 2. Fallschirmjäger-Division an dessen Befehlsstand abgesetzt.
Zu einer weiteren Luftlandung nach Fallschirmsprung kam es am 13. November 1943 während des Unternehmens Leopard im Dodekanes 1943 auf der Insel Leros durch das Fallschirm-Jägerbataillon der Division Brandenburg.
Das Unternehmen Eiche zur Befreiung von Benito Mussolini wurde von Fallschirmjägern des Fallschirm-Lehrbataillons unter dem Kommando von Major Mors mit Lastenseglern und im Landmarsch durchgeführt. Hierbei konnten 72 Fallschirmjäger den in einem Berghotel auf dem Gebirgsmassiv Gran Sasso gefangen gehaltenen Mussolini handstreichartig befreien. Im weiteren Verlauf des Krieges in Italien kam es im Dezember 1943 zu schweren Orts- und Häuserkämpfen in der Schlacht um Ortona, die deswegen auch Klein Stalingrad genannt wird, und ab Januar bis Mai 1944 im Zuge der Gustav-Linie um das Bergkloster und den Ort Montecassino in der Schlacht um Monte Cassino, in der besonders Fallschirmjäger zur Verteidigung eingesetzt wurden, schwere Verluste erlitten, aber einen Abwehrerfolg erzielten. 
Beim Unternehmen Rösselsprung landeten am 25. Mai 1944 einige hundert Fallschirmjäger des SS-Fallschirmjäger-Bataillon 500, verstärkt mit zwei Kompanien Fallschirmjäger der Luftwaffe, in der Nähe der bosnischen Ortschaft Drvar, wo sich das Hauptquartier der jugoslawischen Partisanen unter Josip Broz Tito befand. Nach schweren Gefechten mit den Partisanen wurde zwar das Hauptquartier zerstört, jedoch konnte Tito entkommen.
Während der Invasion in der Normandie verteidigten unter anderem Fallschirmjäger der 2. Fallschirmjäger-Division und des Fallschirmjäger-Regiments 6 der 91. Luftlande-Infanterie-Division die Strände in der Normandie und die nachmalige Festung Brest. Während der Landung der Alliierten in der Normandie bei der Operation Overlord fand zur Verstärkung des Luftwaffen-Funkstützpunktes „Diestelfink“ mit einer Würzburg-Riese-Radaranlage, die für die Aufklärung und Bekämpfung feindlicher Luftstreitkräfte, auch für die Reichsluftverteidigung wichtig war, bei Douvres-la-Délivrande eine taktische Verstärkung durch Luftlandung nach Fallschirmsprung statt.
Der letzte Großeinsatz im Fallschirmsprung fand vom 17. bis 22. Dezember 1944 während der Ardennenoffensive mit dem Unternehmen Stößer durch eine Fallschirmjägerkampfgruppe unter Oberst Friedrich August von der Heydte statt. Das Unternehmen hatte jedoch nur vorübergehende psychologische Wirkung auf die alliierte Seite.

## Motivation
Die amerikanische Military Intelligence Division, die den Auftrag der Feindaufklärung hatte, versuchte während des Zweiten Weltkrieges, durch Befragung von Kriegsgefangenen Aufschluss darüber zu erhalten, was den inneren Zusammenhalt der deutschen Wehrmacht ausmachte. Sie fanden ihre Annahme vielfach bestätigt, dass ein harter Kern von Nationalsozialisten die militärischen Einheiten ideologisch und militärisch zusammenhielt. Die Größe des harten Kerns lag bei 10 % bis 15 %. Fallschirmjäger- und Waffen-SS-Divisionen hätten jedoch einen weit höheren Anteil überzeugter Nationalsozialisten gehabt, oft die gesamte befragte Gruppe. Dies wurde auch bedingt durch die Rekrutierung, da die Soldaten der Fallschirmjägertruppe meist sehr jung waren und diese direkt aus der Flieger-HJ oder aus der SA-Standarte „Feldherrnhalle“ rekrutiert wurden. Die Fallschirmsprungzulage betrug 60 RM.

### Gebote der Fallschirmjäger
Die Gebote der Fallschirmjäger sollten der Truppe als „Tugend- und Verhaltenskatalog“ dienen. Die zehn „Gebote“ sollten von Truppenverbänden in die Soldbücher eingefügt und auswendig gelernt werden. Die Anweisungen, auf deren Erarbeitung Hitlers Wertideologie auch sprachlich großen Einfluss hatte, zeichneten sich in der besonderen Hervorhebung der Kameradschaft innerhalb der Truppe aus, sowie in klaren Rechtsverstößen zum kriegsrechtlichen Umgang mit Partisanen.
1. Du bist ein Auserwählter der deutschen Armee.
2. Du wirst den Kampf suchen und dich ausbilden, jede Art von Prüfung zu ertragen.
3. Für dich soll die Schlacht Erfüllung sein.
4. Pflege wahre Kameradschaft, denn durch die Hilfe der Kameraden wirst du siegen oder sterben!
5. Hüte Dich vorm Reden! Sei nicht bestechlich! Männer handeln, während Frauen schwatzen. Reden kann Dich ins Grab bringen.
6. Sei ruhig und vorsichtig, stark und entschlossen! Tapferkeit und Begeisterung eines Angriffsgeistes wird dich die Oberhand im Angriff behalten lassen.
7. Das Wertvollste angesichts des Feindes ist die Munition. Derjenige der unnütz schießt, nur um sich zu beruhigen, verdient nicht den Namen „Fallschirmjäger“.
8. Du kannst nur siegreich sein, wenn deine Waffen gut sind. Achte darauf, daß du dich an das Gesetz hältst: „Erst meine Waffe und dann ich!“
9. Du mußt den vollen Umfang jedes Unternehmens verstehen, damit, wenn dein Führer ausfällt, du selber handeln kannst. Gegen einen offenen Feind kämpfe mit Ritterlichkeit, aber einem Partisan gewähre kein Pardon!
10. Halte deine Augen offen! Sei behende wie ein Windhund, so zäh wie Leder, so hart wie Kruppstahl, nur so wirst du die Verkörperung des deutschen Kriegers sein![17]

### Zu besonderer Ausrüstung
- Transportflugzeug insbesondere Junkers Ju 52/3m
- Lastensegler insbesondere DFS 230
- Fallschirmjägergewehr 42
- Fallmesser
- Rückstoßfreies Geschütz
  - 7,5-cm-Leichtgeschütz 40
  - 10,5-cm-Leichtgeschütz 40
  - 10,5-cm-Leichtgeschütz 42
- Kettenkrad zum Transport schwerer Infanteriewaffen

Im weiteren Kriegsverlauf kamen weitere Transportflugzeuge hinzu, die die Ju 52 ursprünglich ablösen sollten, wie die Gotha Go 244, die Arado Ar 232 und für den Lufttransport die Messerschmitt Me 323.

### Besondere Personen der Fallschirmjägertruppe (Auswahl)
- Horst Trebes
- Willi Herold
- Friedrich Kurtz
- Harald Quandt
- Heinz Trettner
- Harry Herrmann
- Erich Pietzonka
- Reinhard Egger